# Welcome to the Pleasuredome (Lied)
Welcome to the Pleasuredome ist der Titelsong des 1984 erschienenen gleichnamigen Debütalbums von Frankie Goes to Hollywood. Er wurde im März 1985 erheblich verkürzt als vierte UK-Single der Gruppe veröffentlicht.

## Entstehung
Das Stück wurde von der Band geschrieben und mit Trevor Horn im Manor Studio in Oxford sowie in den SARM Studios in London produziert. Der Text des Liedes wurde durch das Gedicht Kubla Khan von Samuel Taylor Coleridge inspiriert. Die Spoken Word-Intros der beiden 12-Zoll-Mixe wurden von Walter Kaufmanns Übersetzung von Friedrich Nietzsches Geburt der Tragödie von 1967 übernommen. Die Rezitation bei der ersten 12"-Single (Real Altered) stammt von Gary Taylor. Die Passage bei der zweiten 12"-Version (Fruitness) und die Kassettenversion stammen vom Schauspieler Geoffrey Palmer. Es ist nicht bekannt, ob der Fehler in Palmers Text, Welcome to the Pleasuredrome, ein Versprecher ist oder so im Skript enthalten war.

## Rezeption
Texte und Musikvideo wurden dafür kritisiert, die Ausschweifung zu verherrlichen; jedoch geht es in dem Lied, genau wie bei Coleridges Gedicht um die Gefahren dieses Lebensstils. Nach dem bereits kontrovers aufgenommenen Lied Relax befeuerte Welcome to the Pleasuredome die Diskussionen um die Band.
Rückblickend schrieb Daryl Easlea von der BBC 2010: „Gut möglich, dass Horn nie etwas besseres produziert hat als den Titeltrack dieses Albums“. Er bezeichnete das Stück als „dumm, unverfroren und lächerlich – und die beste Progressive-Rock-Aufnahme der 80er.“ Unter „glänzendem Furnier und Modernismus“ verstecke sich ein Yes-Track. „Die Tatsache, dass deren Steve Howe die Akustikgitarre darauf spielt“, unterstreiche das. „Damals hat man ihn zu oft gehört, heute hört man ihn nicht oft genug: Das ist das Trojanische Prog-Pferd in den Stadtmauern der Charts – und mit riesigem Abstand der beste Track auf dieser Platte.“
Der Song war im Vorfeld als „vierte Nummer-eins-Single“ der Band angekündigt worden, schaffte es in Großbritannien jedoch dann auf Platz zwei. In Deutschland erreichte das Lied Platz neun, in der Schweiz und in Österreich jeweils Platz 20.
Frankie Goes to Hollywood führten das Stück am 30. November 1985 bei Peters Pop Show in der Dortmunder Westfalenhalle auf. Diverse Wiederveröffentlichungen erschienen zwischen 1993 und 2000.
Chartplatzierungen
| ChartsChartplatzierungen       | Höchstplatzierung | Wochen |
| ------------------------------ | ----------------- | ------ |
| Deutschland (GfK)              | 9 (13 Wo.)        | 13     |
| Österreich (Ö3)                | 20 (4 Wo.)        | 4      |
| Schweiz (IFPI)                 | 20 (6 Wo.)        | 6      |
| Vereinigtes Königreich (OCC)   | 2 (18 Wo.)        | 18     |
| Vereinigte Staaten (Billboard) | 48 (8 Wo.)        | 8      |

Auszeichnungen für Musikverkäufe

| Land/Region                  | Auszeichnungen für Musikverkäufe (Land/Region, Auszeichnung, Verkäufe) | Verkäufe |
| ---------------------------- | ---------------------------------------------------------------------- | -------- |
| Vereinigtes Königreich (BPI) | Silber                                                                 | 250.000  |
| Insgesamt                    | 1× Silber ·                                                            | 250.000  |